# Eleição municipal de Itaperuna em 2016
A eleição municipal de Itaperuna de 2016 ocorreu em 2 de outubro, elegendo o prefeito, o vice-prefeito e mais 13 vereadores. O prefeito e o vice-prefeito eleitos assumiram os cargos no dia 1 de janeiro de 2017 e seus mandatos terminarão em dia 1 de janeiro de 2021.
Eleito em 2012, Alfredão, do PP, optou em não disputar a reeleição. Quatro candidatos participaram do pleito, definido já no primeiro turno. Dr. Vinícius (PR) foi eleito com 37.333 votos (66,99% dos votos do eleitorado itaperunense). Seu principal adversário nas urnas foi Alexandre da Auto-Escola (PP), que recebeu apenas 14.738 votos (26,44%). Dr. Nando Gouveia (PSDB) e Thiego Ladeira (REDE) foram os candidatos que receberam a menor votação, com 2.336 e 1.325 sufrágios.

## Antecedentes
Marcus Vinícius de Oliveira Pinto foi eleito vereador de Itaperuna em 2012 e disputou a eleição de 2014, candidatando-se a deputado federal, ambos pelo PT. A eleição de 2016 foi a sua primeira como candidato a um cargo majoritário.

## Candidatos à prefeito

### Primeiro turno
| Candidato (a)                 | Vice                 | Coligação                                                                   |
| ----------------------------- | -------------------- | --------------------------------------------------------------------------- |
| Alexandre da Auto-Escola (PP) | Antonio Bussade (PP) | Itaperuna no Caminho Mais Seguro PP, PMDB, PTB, PTN, PSDC e PSB             |
| Dr. Nando Gouveia (PSDB)      | Felipão (PRB)        | Ficha Lima PSDB, PRB, PRP, PTC e PTdoB                                      |
| Dr. Vinícius (PR)             | Rogerinho (PHS)      | #Muda Itaperuna PR, PHS, PCdoB, PMB, PDT, PPS, DEM, PV, PSD, SD, PROS e PEN |
| Thiego Ladeira (REDE)         | Shirley Assis (REDE) | Sem coligação                                                               |

## Coligações proporcionais
| Coligação                            | Partidos             |
| ------------------------------------ | -------------------- |
| A Mudança é Agora                    | PR, PMB, PCdoB e PEN |
| A Renovação de Itaperuna             | PDT, PSD, PPS e SD   |
| Unidos pela Mudança                  | PHS, DEM e PV        |
| Avante Itaperuna                     | PSDC, PTN            |
| Juntos por uma Itaperuna Melhor      | PMDB e PSB           |
| Unidos para o Progresso de Itaperuna | PRB, PTC e PRP       |
| Sem coligação                        | PTB, PP, PSDB e REDE |

## Resultados

### Prefeito
| Candidato(a)                  | Vice                   | 1º turno 2 de outubro de 2016 | 1º turno 2 de outubro de 2016 |
| Candidato(a)                  | Vice                   | Total                         | Percentagem                   |
| ----------------------------- | ---------------------- | ----------------------------- | ----------------------------- |
| Dr. Vinícius (PR)             | Rogerinho (PHS)        | 37.333                        | 66,99%                        |
| Alexandre da Auto-Escola (PP) | Antonio Bussade (PP)   | 14.738                        | 26,44%                        |
| Dr. Nando Gouveia (PSDB)      | Felipão (PRB)          | 2.336                         | 4,19%                         |
| Thiego Ladeira (REDE)         | Shirley Assis (REDE)   | 1.325                         | 2,38%                         |
| Total de votos válidos        | Total de votos válidos | 55.732                        | 93,48%                        |
| → Votos em branco             | → Votos em branco      | 1.159                         | 1,94%                         |
| → Votos nulos                 | → Votos nulos          | 2.729                         | 4,58%                         |
| Total                         | Total                  | 59.620                        |                               |
| Abstenções                    | Abstenções             | 16.150                        | 21,31%                        |
| Total de inscritos            | Total de inscritos     |                               | 100%                          |

### Vereadores eleitos
| Candidato            | Partido | Número de Votos Válidos | Porcentagem |
| -------------------- | ------- | ----------------------- | ----------- |
| Nandi                | PP      | 2.073 votos             | 3,69%       |
| Paulo César Contador | PMDB    | 2.004 votos             | 3,57%       |
| Welliton do Frango   | PMB     | 1.801 votos             | 3,21%       |
| Nel                  | PP      | 1.567 votos             | 2,79%       |
| Marquinho de Retiro  | PR      | 1.491 votos             | 2,65%       |
| Jayme                | PSDB    | 1.444 votos             | 2,57%       |
| Moreira              | PTB     | 1.195 votos             | 2,13%       |
| Amanda da Aidê       | PDT     | 1.192 votos             | 2,12%       |
| Felipe               | PSDC    | 1.040 votos             | 1,85%       |
| Gláuber Bastos       | PSDC    | 958 votos               | 1,71%       |
| Cazalito             | PHS     | 943 votos               | 1,68%       |
| Sinei Torresmo       | PTN     | 861 votos               | 1,53%       |
| Roninho de Venâncio  | PSD     | 782 votos               | 1,39%       |